# 純熟意外
《純熟意外》（英語：Presumed Accidents），香港電視廣播有限公司拍攝製作的時裝懸疑電視劇，故事背景為意外保險，由吳啟華、蔡思貝及李施嬅領銜主演，並由黎諾懿、曹永廉、滕麗名、周驄、陳山聰、賴慰玲及孫慧雪聯合演出，監製陳耀全。
此劇為2016無綫節目巡禮之一、2016香港國際影視展12部推介劇集之一、無綫海外業務及簡介2016所推介的17部劇集之一。

## 本劇特色
|  | 世上每日發生不同的事故，它們的出現，必然有因，才有果。 但世事總有始料不及，當人未能看清萬物事出何因，便會將其統稱為「意外」。 意外真的存在嗎？ 還是有人刻意精心安排的一個局？ |

本劇以不同的單元案件逐步揭穿人性的醜惡，並以離奇手法帶出劇中每個主角千絲萬縷的關係。而每宗看似單純的「意外」，背後都彷彿有「神秘組織」在操縱。

## 劇情大綱
喬文傑（吳啟華飾）本是元朝將軍，因吃了永生丹而成為不死人，由元朝活到現代。27年前，文傑邂逅女醫生莊穎兒（李施嬅飾），不顧自己不死人的身份，毅然娶穎兒為妻。一年後，穎兒誕下二人的女兒殷然（蔡思貝飾）後失血過多而死。文傑不想女兒被他這個不正常的不死人撫養，故聘用一對孤兒院長大的男女充當女兒的養父母。然在養父母家中成長，並不知道自己真正的身份。4年前然在英國大學畢業那天，她的養父母在前往畢業禮時汽車墮崖，然以為自己的父母都在車禍中死去了，但這只因為然的養父母已完成撫養然成人的任務，文傑偽造這意外假裝他們死去，讓然的養父母能恢復自己的生活。4年後，文傑與然父女相認，然卻知道自己的父母原來不是生父、生母，更知道生父文傑一直欺騙自己，結果然討厭文傑。可是這時文傑沒想到，當年他偽造的汽車墜崖意外，導致另一場風波！
原來，4年前文傑為偽造汽車意外，親自駕駛汽車墜崖，之後用自癒能力復原身體，離開墜海的車廂。他認為自己的計劃天衣無縫，並沒有傷害無辜的性命。豈料汽車墜崖時輪胎飛脫，意外擊中一名孕婦，造成一屍兩命；亦有途人目睹汽車意外，下海救人時不幸溺斃。死亡孕婦的丈夫游天藍（張達倫飾）和溺斃者的兒子卓聲揚（黎諾懿飾）後來建立一個詐騙保險集團。二人得知汽車墜崖的真相後，立心向文傑報復！
正當文傑和然修補關係，一同找出「意外」背後的真相時，文傑偶遇凌若菲（李施嬅分飾），覺得她的長相與亡妻穎兒一模一樣。這不是巧合，因為聲揚已在文傑和然身邊佈下危險的伏線。

## 演員

### 「乙杯」咖啡室
- 於第28集結業。

| 演員           | 角色   | 暱稱／關係 |
| 吳啟華         | 喬文傑 | George 網上古董拍賣公司老闆／古董鑑賞家／「乙杯」咖啡室店東／保險意外調查員 莊穎兒之夫 殷然之生父，於第16集向其相認而被其痛恨，於第17集更成為其下屬，於第21集和好 張克萊之養父 江家麒、姚泳、唐芷雲之好友 針對卓聲揚，實為其殺父仇人，最後反目 游天藍之亡家仇人 鍾情凌若菲 於28集到另一個地方養傷 |
| 張彥博（青年） | 張克萊 | Brian、B仔 「乙杯」咖啡室侍應 喬文傑之管家，實為養子 殷然無血緣關係之兄 楊言愛之忘年之交 針對鄧卓翹 患有心臟病，於第27集做心瓣手術 於第28集到另一個地方退休 |
| 周 驄          | 張克萊 | Brian、B仔 「乙杯」咖啡室侍應 喬文傑之管家，實為養子 殷然無血緣關係之兄 楊言愛之忘年之交 針對鄧卓翹 患有心臟病，於第27集做心瓣手術 於第28集到另一個地方退休 |
| 孫慧雪         | 楊言愛 | 散工王／兼職模特兒／「乙杯」咖啡室侍應 曾愛寶之孫女 殷然之好友 鄧卓翹之女友，被其利用 張克萊之忘年之交 莫曦彤之鬥氣冤家 於第25集因得知秘密而被游天蓝殺害 |

### 真探調查有限公司
| 演員   | 角色   | 暱稱／關係 |
| 滕麗名 | 許潔瑩 | Jessie、阿姐 保險意外調查小組組長 與黎一鳴有感情線 |
| 曹永廉 | 黎一鳴 | Richard 保險意外調查員／前CIB警署警長 何紫蘭之前女婿 何智聰之上司 與許潔瑩有感情線 |
| 吳啟華 | 喬文傑 | George 保險意外調查員 殷然之生父兼下屬 參見「乙杯」咖啡室 |
| 蔡思貝 | 殷 然  | Eunice 保險意外調查員 喬文傑、莊穎兒之親女 殷啟光、唐淑嫻之養女 滕初十之侄女 張克萊無血緣关係之妹 楊言愛、莫曦彤之好友 孫文彬之大學同學 卓聲揚之大學同學，與其有感情線，後為其女友，被其利用，後分手 |
| 胡諾言 | 賀建業 | Jeff 「真探調查有限公司」會計部經理，於第21集辭職 參見愛你愛到殺死你（第20－21集） |
| 方紹聰 | 楊梓楓 | 阿楓、阿木 保險意外調查員 殷然之下屬 於第18集因投考公務員而辭職 |
| 陳偉洪 | 何智聰 | Smart、薯乜 保險意外調查員 黎一鳴之下屬 |
| 魯振順 | 麥永祥 | 爸爸 保險意外調查員 |
| 朱敏瀚 | 洪兆恆 | Sherlock 秘書 |

### 滕家（喬家）
| 演員   | 角色   | 暱稱／關係                                                   |
| 劉桂芳 |        | 莊穎兒之家姑 殷然之祖母                                      |
| 吳啟華 | 喬文傑 | 莊穎兒之夫 殷然之生父 參見「乙杯」咖啡室                     |
| 李施嬅 | 莊穎兒 | 喬文傑之亡妻 殷然之亡母，因產後失血過多而身亡                |
| 吳嘉儀 |        | 莊穎兒之小姑 殷然之姑姐                                      |
| 周 驄  | 張克萊 | 喬文傑之管家，實為養子 殷然無血緣關係之兄 參見「乙杯」咖啡室 |
| 蔡思貝 | 殷 然  | 喬文傑、莊穎兒之女 張克萊無血緣关係之妹 參見真探調查有限公司 |

### 操縱意外集團
- 為一個把謀殺案假造成意外的一個集團，於第28集正式瓦解。

| 演員           | 角色   | 暱稱／關係 |
| 盧頌衡（童年） | 卓聲揚 | Mantus、King 本剧终极大反派 律師／集團首腦 劉玉馨之代表律師 殷然之大學同學，與其互生情愫，後假意接近她，成為其男友，後分手並反目 凌若菲之鄰居，現為男友 李勁超之好友兼小學同學 游天藍之利用對象 被喬文傑針對，后为天敌，最後反目 于第9集回忆中出现，于第10集正式登场 于第21集露出真面目 於第28集绑架凌若菲及殷然，掉进海时假装自己淹死样子引乔文杰跳进海里救其，最后推其下海企图想淹死乔文杰，但失败，最后自己溺斃 |
| 黎諾懿         | 卓聲揚 | Mantus、King 本剧终极大反派 律師／集團首腦 劉玉馨之代表律師 殷然之大學同學，與其互生情愫，後假意接近她，成為其男友，後分手並反目 凌若菲之鄰居，現為男友 李勁超之好友兼小學同學 游天藍之利用對象 被喬文傑針對，后为天敌，最後反目 于第9集回忆中出现，于第10集正式登场 于第21集露出真面目 於第28集绑架凌若菲及殷然，掉进海时假装自己淹死样子引乔文杰跳进海里救其，最后推其下海企图想淹死乔文杰，但失败，最后自己溺斃 |
| 張達倫         | 游天藍 | Blue 集團領隊／「Ocean Blue」精品店店主 利用卓聲揚，並與其同病相憐 姚秀娜之夫 顧德成之好友 於第28集与邓卓翘墮山死亡 |
| 林淽諾（幼年） | 凌若菲 | Faye 本剧第二大反派，后弃暗投明 保險公司高級經理 凌志球之女 卓聲揚之鄰居，重遇後為女友，後分手並反目 於第28集被卓声扬绑架，最后获救并入獄 |
| 黃可盈（童年） | 凌若菲 | Faye 本剧第二大反派，后弃暗投明 保險公司高級經理 凌志球之女 卓聲揚之鄰居，重遇後為女友，後分手並反目 於第28集被卓声扬绑架，最后获救并入獄 |
| 李施嬅         | 凌若菲 | Faye 本剧第二大反派，后弃暗投明 保險公司高級經理 凌志球之女 卓聲揚之鄰居，重遇後為女友，後分手並反目 於第28集被卓声扬绑架，最后获救并入獄 |
| 黃子雄         | 顧德成 | David 集團成員／醫生 游天藍之好友 |
| 楊潮凱         | 鄧卓翹 | 集團槍手／娛樂記者 楊言愛之男友，透過關係套取殷然的資料 張克萊之針對對象 於第28集与游天蓝墮山死亡 |
| 陳子樂（童年） | 李勁超 | 集團成員／車房老闆 卓聲揚之童年好友兼小學同學 殺害程懷、劉玉馨 杜金之上司兼好兄弟，于第21集應杜金要求间接害死其 於第27集車禍身亡 |
| 楊證樺         | 李勁超 | 集團成員／車房老闆 卓聲揚之童年好友兼小學同學 殺害程懷、劉玉馨 杜金之上司兼好兄弟，于第21集應杜金要求间接害死其 於第27集車禍身亡 |
| 王德基         | 杜 金  | 集團成員／車房工人 李勁超之下屬兼好兄弟 殺害陳佳妮 於第21集撞車傷重身亡，实为他自己要求李劲超害死其 |
| 簡慕華         | 陳家琪 | 社工（陳姑娘） 因誤殺阿力而加入操縱意外集團 於第27集昏迷，後於第28集甦醒 |

### 與案件有關的人物

#### 喬文傑製造的汽車墮崖意外（第1、26－28集）
| 演員   | 角色   | 暱稱／關係 |
| 吳啟華 | 喬文傑 | George、佐治少爺 此意外的製造者 殷然之父，於二十六年前被妻子莊穎兒的死訊打擊後拋棄她 於四年前為了使殷啟光和唐淑嫻回復自由身而籍此人為意外製造他們的死亡假象 冒充殷啟光和唐淑嫻連人帶車衝下海，因其有不死之身，因此安然無恙，事後找來兩具腐屍冒充殷啟光和唐淑嫻 間接使卓聲揚的父親及游天藍的妻子和兒子死亡 間接使卓聲揚及游天藍建立操縱意外集團 參見「乙杯」咖啡室 |
| 蔡思貝 | 殷 然  | Eunice 大學醫科生 卓聲揚之同學 喬文傑、莊穎兒之女 殷啟光、唐淑嫻之養女 四年前被殷啟光和唐淑嫻的死訊打擊而轉為擔任意外調查員 參見真探調查有限公司 |
| 黎諾懿 | 卓聲揚 | Mantus、King 大學法律系學生、富二代 殷然之大學同學 與游天藍同病相憐 卓見森之子 四年前與父親出海時看見喬文傑的汽車墮海而下海救人，後遭逢大浪而被浪扯跛了左腳及死了父親，後與游天藍建立操縱意外集團以賺錢 參見操縱意外集團 |
| 張達倫 | 游天藍 | Blue 姚秀娜之夫 四年前與姚秀娜在海邊燒烤，後目睹姚秀娜被喬文傑汽車脫下的輪胎擊中並小產 後與卓聲揚建立操縱意外集團以賺錢 參見操縱意外集團 |
| 鍾志光 | 殷啟光 | 受喬文傑聘請擔任殷然之養父 唐淑嫻之好友，並喜歡她 於4年前假裝因座駕衝落海而死亡，其後到日本發展樂隊事業 |
| 祝文君 | 唐淑嫻 | 受喬文傑聘請擔任殷然之養母 殷啟光之好友 於4年前假裝因座駕衝落海而死亡，其後與男友結婚並育有一子 |
| 陳嘉嘉 | 姚秀娜 | 護士 游天藍之亡妻 顧德成之舊同事 四年前與游天藍燒烤時被喬文傑汽車脫下的輪胎擊中而小產，後患上抑鬱症並自殺身亡 |
| 張本立 | 卓見森 | 富豪 卓聲揚之父 四年前與兒子出海時看見喬文傑的汽車墮海而下海救人，後被大浪捲死亡 |

#### 我為煲狂（第1－2集）
| 演員   | 角色   | 暱稱／關係 |
| 李綺雯 | 關慧美 | May 19樓B座住戶 程懷之女友 因得知程懷與王媛媛訂婚而感不忿，受唆使殺害程懷以騙取其保險金 因嫉妒鄧愛君而在事件中同時殺害她 於第1集因氣爆而被鋁窗砸傷，導致失憶 於第2集恢復記憶，並被假裝成畏罪自殺 |
| 姚瑩瑩 | 鄧愛君 | Ida 紅酒代理商／廚藝班學員 19樓A座住戶 翁世文之妻 於第1集被關慧美謀殺 |
| 張景淳 | 翁世文 | Simon 19樓A座住戶 鄧愛君之夫 |
| 區軒瑋 | 程 懷  | Ted 19樓B座住戶 關慧美之男友 王媛媛之未婚夫 於第1集被李勁超推向牆邊導致頸骨折斷而死亡 名字諧音情懷                                                                                               |
| 劉溫馨 | 王媛媛 | 程懷之未婚妻 |
| 張韋怡 | 闊 太  | 廚藝班學員 |
| 梁珈詠 | 闊 太  | 廚藝班學員 |
| 廖思略 | 霞 姐  | 鄧愛君、關慧美之鐘點女傭 |

#### 腰傷不及情傷（第2－3集）
| 演員   | 角色   | 暱稱／關係 |
| 羅鈞滿 | 何家偉 | 律師樓文員 林可敏之男友，後分手 一年前送遞離婚協議書時被客戶推倒在地，導致腰傷 康復後不久再度假裝腰傷而詐騙保險金 |
| 梁麗瑩 | 林可敏 | Michelle 卓安醫療診所護士 張正康、何家偉之女友，後分手 與何家偉串謀詐騙保險金                                     |
| 何俊軒 | 張正康 | Alex 卓安醫療診所物理治療師 林可敏之男友，後分手 與何家偉串謀詐騙保險金                                           |

#### 地盤墮樓工傷（第2－3集）
| 演員   | 角色   | 暱稱／關係                                                                                                |
|        | 朱自強 | 地盤工人 強嫂之夫 明仔之父 工作時因腦中風去世                                                             |
| 林淑敏 | 強 嫂  | 朱自強之妻 有兩個兒子，明仔和華仔 因朱自強工傷去世而向保險公司索償保險金 最後雖不獲發保險金，但獲批恩恤金 |
| 陳學文 | 明 仔  | 朱自強、強嫂之子                                                                                          |
| 許思敏 |        | 地盤工人                                                                                                  |

#### 劫假寶玉（第3－5集）
| 演員   | 角色   | 暱稱／關係 |
| 馬貫東 | 孫文彬 | Ben 督察 殷然之大學同學，曾追求她 大學時一級榮譽畢業 珠寶車劫案負責調查案件兼主謀 因為至小非常幸運，所以認為自己犯罪亦不會入獄 與錢凱豐、何華合謀偷去同心璧，以騙取保險金 於第3集槍殺何華 於第4集槍殺殷然未遂，後被拘捕 |
| 王俊棠 | 錢凱豐 | 凱豐珠寶有限公司老闆 孫文彬之同黨 於第5集被捕 |
| 趙樂賢 | 吳耀達 | 速遞員 中三程度畢業 茹之弟，與其關係惡劣 少年時因犯偷竊罪而入住男童院 於送遞文件時遇見珠寶車車禍，並下車救人 被孫文彬冤枉為珠寶車劫案主謀 於第4集因認為自己一生倒霉而开枪自殺后坠楼身亡                                 |
| 張漢斌 | 何 華  | 孫文彬之同黨 於押送珠寶期間用冒牌同心璧換去真貨，並私吞璧玉 於第3集被孫文彬槍殺，並於死去前將同心璧放入喬文傑的衣袋內                                                                                                   |
| 陳建文 | 郭子軒 | 凱豐珠寶前僱員 |
| 曾慧雲 | 茹     | 吳耀達之姊，與其關係惡劣，最終其死後後悔自己對其的只有責罵 |
| 孫儀凌 |        | 郭子軒之妻 |
| 曾海昌 |        | 押送員 被孫文彬及其同黨槍傷 |
| 姚宏遠 |        | 押送員 被孫文彬及其同黨槍傷 |
| 范仲   |        | 押送員 被孫文彬及其同黨槍傷 |
| 焦浩軒 |        | 押送員 被孫文彬及其同黨槍傷 |

#### 美腿與名嘴（第5－7集）
| 演員   | 角色   | 暱稱／關係 |
| 陳自瑤 | 蔡詩英 | Angelina、Angelina C. 影星 Helen之女，與其不和 康喬之妻 於第5集被Chloe𠝹傷大腿 於第6集因發現康喬與Chloe的床照而吞服安眠藥致昏迷 於第7集甦醒，並宣佈退出娛樂圈 少年時為與康喬談戀愛而到韓國整容，後被發掘成為藝人 整容前由鍾凱琪飾演 |
| 陳山聰 | 康 喬  | 電台DJ 蔡詩英之夫 Helen之女婿 於第6集被何守耀毒害，令其聲帶受損 曾與Chloe發生一夜情 |
| 馬蹄露 | Helen  | 明星 潮洲人 蔡詩英之母，與其不和 與John相戀 |
| 黃建東 | John   | 蔡詩英之經理人，與其不和 與Helen相戀 |
| 馮秀華 | Chloe  | 模特兒 暗戀康喬 蔡詩英之情敵，並陷害她 曾與康喬發生一夜情 於第5集偽裝何守耀，並𠝹傷蔡詩英大腿 於第6集把康喬的床照寄給蔡詩英以刺激她 於第7集欲再度殺害蔡詩英及與康喬自殺，後失敗被捕                                                 |
| 司徒暉 | 何守耀 | 守神者 蔡詩英之瘋狂粉絲 於第6集為蔡詩英報復而毒害康喬聲帶 |
| 孫慧雪 | 楊言愛 | I.I. 蔡詩英之忠實粉絲 於第5集為擒獲兇手而受傷入院 參見「乙杯」咖啡室 |
| 吳雲甫 | 星 探  | 於韓國街頭發掘蔡詩英成為藝人 |
| 黃匡翹 | 助 手  | Chloe之助手 |

#### 車房輔助欺詐保險（第5－7集）
| 演員   | 角色   | 暱稱／關係                |
| 楊證樺 | 李勁超 | 車房老闆 參見操縱意外集團 |
| 王德基 | 杜 金  | 車房工人 參見操縱意外集團 |
| 李日昇 |        | 車房工人                  |
| 王致狄 | 阿 基  |                           |

#### 給我一個家（第8－10集）
| 演員   | 角色   | 暱\|稱／關係 |
| 沈卓盈 | 劉玉馨 | 趙永漢之妻 黎國年之情人，與其合謀騙取其薪金 於第10集被發現燒炭自殺，實為被李勁超謀殺                             |
| 嘉 駿  | 趙永漢 | 年年搬運公司倉務員 劉玉馨之夫 曾當露宿者六、七年 施秉權之露宿鄰居 被報稱於旅遊期間失足墮崖身亡，實為被人推下山崖 |
| 何啟南 | 黎國年 | 年年搬運公司老闆 劉玉馨之情人 於操縱意外集團指導下，騙取趙永漢的保險金 於第10集為人頂罪，承認謀殺趙永漢          |
| 陳榮峻 | 施秉權 | 露宿者 趙永漢之露宿鄰居                                                                                          |
| 蘇恩磁 |        | 趙永漢之母 |
| 袁鎮業 | 邦     | 年年搬運公司倉務員 趙永漢之同事 被控串謀謀殺趙永漢                                                               |
| 陳家良 | 昌     | 年年搬運公司倉務員 趙永漢之同事 被控串謀謀殺趙永漢                                                               |
| 彭美嫦 |        | 黎國年之母 |

#### 姊妹替身（第8－10集）
| 演員   | 角色   | 暱\|稱／關係 |
| 麥皓兒 | 徐敏婷 | 蛋旦 妓女，化名菜菜子 余碧瑤之孿生姐姐 與余碧瑤兩度調換身份 利用余碧瑤的身份修讀大學 訛稱自己被燒死於車內，實則死的是余碧瑤 曾與大輝同居 |
| 麥皓兒 | 余碧瑤 | 鴨仔 大學生 徐敏婷之孿生妹妹 與徐敏婷兩度調換身份 患有腦血管瘤 為了把美好的生活留給徐敏婷而於車內自殺燒死                                |
| 區靄玲 | 李主任 | 孤兒院主任 |
| 廖麗麗 |        | 孤兒院院長 |
| 曾健明 |        | 余碧瑤之養父，後為徐敏婷之養父 |
| 吳香倫 |        | 余碧瑤之養母，後為徐敏婷之養母 |
| 劉天龍 | 大 輝  | 馬伕 曾與徐敏婷同居 |
| 徐玟晴 | 指天椒 | 妓女 |

#### 能醫不自醫（第11－13集）
| 演員           | 角色   | 暱稱／關係 |
| 潘志文         | 江家麒 | 註冊中醫師 江家麟之兄 姚泳之夫，後相遇並和平分手 甘神醫之徙弟 喬文傑之好友 患有膽管癌，後康復 於2007年7月出境後失蹤，後被法院判決為死亡，實為隱居治病 曾秘密回港留下治癌藥方予姚泳 返港跟親人會面後繼續到內地隱居 |
| 康 華          | 姚 泳  | 中醫師 江家麒之妻，後相遇並和平分手 江家麟之兄嫂 鄭好彩之媳婦，與其不和 萬永圖之舅弟婦兼情人，最後正式成為其女友 喬文傑之好友 於第12集被江家麟綁架及昏迷 於第13集與萬永圖移民加拿大                               |
| 張國強         | 萬永圖 | 與其育有一子 姚泳之姑爺兼情人，後正式成為男友 鄭好彩之女婿 於第13集與姚泳移民加拿大 |
| 梁舜燕         | 鄭好彩 | 江家麒、江家麟之母 姚泳之家姑，與其不和 萬永圖之岳母 |
| 李啟傑         | 江家麟 | 鄭好彩之幼子 江家麒之弟 姚泳之叔仔 要脅姚泳、萬永圖 於第12集被拘捕 |
| 杜大偉（青年） | 甘神醫 | 向陽之師兄 江家麒之師父 |
| 蔡國慶         | 甘神醫 | 向陽之師兄 江家麒之師父 |
| 黃梓瑋         | 冼姑娘 | 醫館職員 |
| 李 嘉          | 大 漢  | 江家麟之債主 綁架姚泳、殷然 於第12集被拘捕 |
| 容天佑         | 大 漢  | 江家麟之債主 綁架姚泳、殷然 於第12集被拘捕 |
| 黃煒溏         | 大 佬  | 江家麟之債主 綁架姚泳、殷然 於第12集被拘捕 |
|                | 江家麗 | 鄭好彩之長女 江家麒、江家麟之亡姊 萬永圖之亡妻 姚泳之大姑奶，與其關係良好 因癌症而死亡 |

#### 你是我眼中唯一色彩（第13－15集）
| 演員   | 角色     | 暱稱／關係 |
| 陳華鑫 | 田 靈    | Elaine 視障藝術家 麥浩賢之女友，後分手，最後復合 潘美亞之室友 於第13集被招牌從天而降砸死，實為被潘美亞委託操縱意外集團協助殺害 |
| 關宛珊 | 潘美亞   | 藝術家 田靈之室友 於第15集被拘捕，並承認殺死田靈，及供出獲操縱意外集團協助 有酗酒習慣                                          |
| 阮政峰 | 麥浩賢   | Mark 大學生／兼職按摩師 田靈之男友，後分手，最後復合 Erica之未婚夫                                                             |
| 梁証嘉 | 陸展勤   | Ken 大學生 單戀田靈 患有花粉敏感症                                                                                             |
| 陳婉婷 | Erica    | 富家女 麥浩賢之未婚妻 |
| 黃毅進 | 大學學生 | 麥浩賢、陸展勤之同學 |
| 吳展驊 | 大學學生 | 麥浩賢、陸展勤之同學 |
| 繆家慶 | 大學學生 | 麥浩賢、陸展勤之同學 |

#### 弊家伙，搞錯咗！（第17－19集）
| 演員   | 角色   | 暱稱／關係                                                                                      |
| 譚凱琪 | 丁小惠 | Whitney 被李立秋追求，後拋棄他 丁日坤之女 謝冬臨之情婦 有吸食毒品习惯                           |
| 董敬文 | 李立秋 | 丁小惠之大學同學 追求丁小惠，後被其拋棄 委託操縱意外集團殺死丁小惠，但後遭拒絕 於第19集墮樓身亡 |
| 黃栢文 | 謝冬臨 | Francis 建築公司老闆 唐芷芸之夫 丁小惠之情夫 於第17集墮樓身亡                                   |
| 葉凱茵 | 唐芷芸 | 謝冬臨之妻 喬文傑之好友                                                                         |
| 劉 江  | 丁日坤 | 法官 丁小惠之父 對丁小惠管教严厉                                                                |
| 區天朗 |        | 謝冬臨、唐芷芸之子                                                                              |
| 章景恆 |        | 拆家 販賣毒品給丁小惠                                                                           |

#### 愛你愛到殺死你（第20－21集）
| 演員   | 角色   | 暱稱／關係 |
| 胡諾言 | 賀建業 | Jeff 「真探調査有限公司」會計部經理，於第21集辭職 陳佳妮之夫 因交通意外導致雙腳癱瘓 懷疑陳佳妮出軌而託操縱意外集團殺害她，後因後悔殺害陳佳妮萌生死念而要求集團殺害自己，並告知莫曦彤殺害陳佳妮的真正兇手 於第21集被杜金開車撞至傷重身亡 |
| 邱美薇 | 陳佳妮 | Maggie 古董收藏家 賀建業之妻 鍾競濤之大學同學 於第20集在其寓所內被杜金殺害 |
| 黃得生 | 馬志堅 | 偷走陳佳妮之古董 於第21集被鄧卓翹殺害 |
| 戴耀明 | 鍾競濤 | 醫生 陳佳妮之大學同學 被賀建業誤會與陳佳妮有私情，實為陳佳妮積極找其協助醫治賀建業 |
| 李君妍 | Alice  | 賀建業之秘書 |
| 梁 茵  | Mimi   | Alice之同事 |
| 鄭恕峰 | 泉     | 老鼠泉 古董收藏家 被黎一鳴委託查探馬志堅偷走的青瓷杯，但沒有順從並通知其他人物 |
| 吳啟華 | 喬文傑 | George 於第20集被懷疑殺害陳佳妮，後洗脫殺人嫌疑 |

#### 真假癌症（第22－24集）
| 演員   | 角色   | 暱稱／關係                                          |
| 陳榮峻 | 施秉權 | 露宿者 趙永漢之露宿鄰居 施梓宏之父 申索危疾保險賠償 |
| 丘梓謙 | 施梓宏 | 施秉權之子 患有血癌                                 |

#### 愛情何價？（第24－26集）
| 演員   | 角色   | 暱稱／關係                                           |
| 姚嘉妮 | 莫曦瑜 | 莫曦彤之姊 周柏謙之女友                              |
| 歐瑞偉 | 周柏謙 | Eric 莫曦瑜之男友 要求意外集團殺害莫曦瑜以騙取保險金 |

### 其他演員
| 演員       | 角色        | 暱稱／關係                                                                                           |
| 李施嬅     | 月牙        | 元朝公主 愛慕喬文傑                                                                                  |
| 李施嬅     | 莊穎兒      | 醫生 喬文傑之亡妻 殷然之亡母 參見滕家（喬家）                                                        |
| 賴慰玲     | 莫曦彤      | Hilary, Madam Mok 重案組見習督察 莫曦瑜之妹 殷然之好友 楊言愛之鬥氣冤家                              |
| 陳泓達     | Jimmy       | Jason、許潔瑩之子 於第15集因做紙鳶而跌傷頭                                                           |
| 李霖恩     | Jason       | 律師 許潔瑩之夫，後分居，未正式簽字離婚 Jimmy之父 Judy之男友，最後分手 潘美亞之代表律師 卓聲揚之同事 |
| 許碧姬     | 曾愛寶      | 寶婆 楊言愛之外婆                                                                                    |
| 包曉華     | 何紫蘭      | 黎一鳴之前岳母                                                                                       |
| 羅泳嫻     |             | 顧德成之妻 患有腎病，需天天洗腎                                                                      |
| 李晉強     | 劉天翔      | Tim 警員                                                                                             |
| 沈可欣     | 萍          | 警員                                                                                                 |
| 施駿喆     | 星          | 警員                                                                                                 |
| 何偉業     | 唯          | 警員                                                                                                 |
| 李嘉晉     |             | 警員                                                                                                 |
| 黃榮燊     |             | 軍裝警員                                                                                             |
| 張雪瑩     |             | 軍裝警員                                                                                             |
| 盧偉文     |             | 軍裝警員                                                                                             |
| 羅欣羚     |             | 軍裝警員                                                                                             |
| 利穎怡     | 護 士       | |
| 楊家寶     | 護 士       | |
| 黃穎君     | Jacqueline  | 殷然之大學同學（第1、9、17集）                                                                       |
| 陳芷尤     | Carol       | 殷然之大學同學（第1、9、17集）                                                                       |
| 蔡曜力     | P牌仔       | （第1集）                                                                                            |
| 張明偉     | KC          | 醫生 殷然之大學師兄（第1、13集）                                                                     |
| 朱樂洺     | 侍 應       | （第1集）                                                                                            |
| 周梓盈     | 靚 女       | 向何智聰借錢搭的士（第2集）                                                                          |
| 莫家淦     | 經 紀       | （第2集）                                                                                            |
| 張詩欣     | 店 員       | 水晶店店員（第2集）                                                                                  |
| 張詩欣     | 戲院職員    | （第22-24集）                                                                                        |
| 曹思詩     | 模特兒      | （第3-5集）                                                                                          |
| 陳潔玲     | 模特兒      | （第3-6集）                                                                                          |
| 劉嘉琪     | 模特兒      | （第3、5集）                                                                                         |
| 張嘉汶     | 模特兒      | （第3集）                                                                                            |
| 梁博恩     | 探 員       | （第3集）                                                                                            |
| 吳曠利     | 探 員       | （第3-5、25集）                                                                                      |
| 黃耀煌     | 探 員       | （第3-5、25集）                                                                                      |
| 彭紀諺     | 伙 計       | 茶餐廳伙記（第3、23集）                                                                              |
| 文雅       | 主 播       | （第3集）                                                                                            |
| 馮子森     | 探 員       | （第4、24集）                                                                                        |
| 李 豪      | Billy       | 蠔吧老闆（第5集）                                                                                    |
| 余應彤     | 鳴徒弟      | CIB警員 黎一鳴之徒弟 數年前因開快車致車禍去世（第6集）                                               |
| 繆家慶     | 電台職員    | （第6集）                                                                                            |
| 謝可逸     | 記 者       | （第6集）                                                                                            |
| 高爾珩     | 婆 婆       | （第6集）                                                                                            |
| 譚坤倫     | Sales       | 時裝店店員（第7集）                                                                                  |
| 譚坤倫     | 外賣仔      | 「乙杯」咖啡室顧客 被卓聲揚收買，要求他故意倒瀉咖啡燙傷喬文傑（第19-20集）                           |
| 郭千瑜     | 店 員       | 雪糕店店員（第7集）                                                                                  |
| 楊斯雅     | 店 長       | 雪糕店店長（第7、22-23集）                                                                           |
| 沈愛琳     | 美 女       | （第7集）                                                                                            |
| 吳偉豪     | 衙 差 飛 仔 | （第8集） （第9集）                                                                                  |
| 周嘉洛     | 衙 差 飛 仔 | （第8集） （第9集）                                                                                  |
| 王鎮泉     | 公司職員    | 財務公司職員（第8集）                                                                                |
| 鄭健樂     | 大隻佬      | 收數佬（第8集）                                                                                      |
| 尹詩沛     | 妓 女       | （第8集）                                                                                            |
| 關梓陽     | 職 員       | （第9集）                                                                                            |
| 朱滙林     | Philip      | 卓聲揚之大學同學（第9、10、17集）                                                                    |
| 盧峻峯     | Raymond     | 卓聲揚之大學同學（第9、10、17集）                                                                    |
| 謝文欣     | 女秘書      | 卓聲揚之秘書（第10、27集）                                                                           |
| 鄭嘉豪     |             | 律師（第11集）                                                                                       |
| 陳狄克     |             | 惡霸（第11集）                                                                                       |
| 林 玥      |             | 手下（第11集）                                                                                       |
| 何沛霖     |             | 手下（第11集）                                                                                       |
| 林宥喬     |             | 地產經紀（第11集）                                                                                   |
| 冼灝英     | 英          | 拳擊師傅（第15、26集）                                                                               |
| 黃 欣      | Judy        | Jason之女友（第17-18集）                                                                             |
| 李泳豪     | 胡耀祖      | （第17集）                                                                                           |
| 朱斐斐     |             | Ocean Blue職員（第17集）                                                                             |
| 朱樂洺     | 酒 保       | （第18集）                                                                                           |
| 吳珮如     | 接待員      | （第18集）                                                                                           |
| 陳靖雲     | 店 員       | （第18集）                                                                                           |
| Joe Junior | 黃 伯       | （第19集）                                                                                           |
| 關浩揚     | 主持人      | （第20集）                                                                                           |
| 吳沚默     | 美 女       | （第21集）                                                                                           |
| 陳婉衡     | 美 女       | （第21集）                                                                                           |
| 曾守明     | 朱 生       | 凌若菲之客戶（第22-23集）                                                                            |
| 蕭凱欣     | 畫班學員    | （第22-23集）                                                                                        |
| 周寶霖     | 阿 蓮       | 陳家琪之個案求助人 阿力之女友 葉小玲之母（第23集）                                                   |
| 邵卓堯     | 阿 力       | 阿蓮之男友 污辱葉小玲，後被陳家琪用磚頭砸死（第23集）                                                |
| 郭佳詩     | 葉小玲      | 弱智女童 阿蓮之女 被阿力污辱（第23集）                                                               |
| 魏惠文     | 教 授       | （第23集）                                                                                           |
| 李 岡      | 上 司       | 陳家琪之上司（第23集）                                                                               |
| 鍾鈺精     | 職 員       | （第24集）                                                                                           |
| 李漫芬     | 母 親       | （第24集）                                                                                           |
| 趙璧渝     | 母 親       | （第24集）                                                                                           |
| 楊依依     |             | 凌若菲之祖母 凌志球之母 虐待其孫女 後被其孫女放火燒死（第24集）                                      |
| 霍健邦     | 凌志球      | 凌若菲之父 虐待其女兒 後被其女兒放火燒死（第24集）                                                   |
| 陳偉琪     | 老 師       | （第24集）                                                                                           |
| 陳俊堅     | Anthony     | Alice之男友（第25集）                                                                                |
| 王靖怡     | 女社工      | （第25集）                                                                                           |
| 楊嘉欣     | 女店員      | （第26集）                                                                                           |
| 李旻芳     | 委托人      | （第28集）                                                                                           |
| 謝可逸     | 記 者       | （第27集）                                                                                           |
| 吳綺珊     | 記 者       | （第27集）                                                                                           |
| 吳幸美     | 新聞報道員  | （第28集）                                                                                           |
| 尹樂瞳     | 小女孩      | |

## 收視
以下為本劇於香港無綫電視翡翠台之收視紀錄：
| 週次 | 集數  | 日期                  | 平均收視 | 最高收視 | 備註                                                              |
| 01   | 01-05 | 2016年5月30日-6月3日  | 23點     | 26點     | 平均收視爲22.6點，最高收視爲26點 第1集收視爲25點，最高收視爲26點  |
| 02   | 06-10 | 2016年6月6日-6月10日  | 22點     | 25點     | 平均收視爲21.8點，最高收視爲24.6點                                |
| 03   | 11-15 | 2016年6月13日-6月17日 | 23點     | 24點     | 平均收視爲22.7點                                                  |
| 04   | 16-20 | 2016年6月20日-6月24日 | 23點     | 29點     | 平均收視為23.4點，最高收視爲29點 第16集收視為26點，最高收視為29點 |
| 05   | 21-25 | 2016年6月27日-7月1日  | 24點     |          |                                                                   |
| 05   | 26    | 2016年7月2日          | 25點     |          |                                                                   |
| 05   | 27-28 | 2016年7月3日          | 26點     | 31點     | 大結局最高收視31點                                                |
| 全劇 | 全劇  | 全劇                  | 24點     | 31點     | 全劇平均23.7點                                                    |

## 獎項

### 星和無綫電視大獎2016
| 獎項                    | 獲獎單位                          |
| ----------------------- | --------------------------------- |
| 「我最愛TVB電視女角色」 | 李施嬅 (月牙公主／莊穎兒／凌若菲) |

### TVB 馬來西亞星光薈萃頒獎典禮2016
| 獎項                  | 獲奬單位       |
| --------------------- | -------------- |
| 「最喜愛TVB電視角色」 | 蔡思貝（殷然） |

### 萬千星輝頒獎典禮2016
| 獎項               | 得獎者                     | 結果 |
| ------------------ | -------------------------- | ---- |
| 最佳劇集           | 純熟意外                   | 提名 |
| 最佳男主角         | 吳啟華                     | 提名 |
| 最佳女主角         | 李施嬅                     | 提名 |
| 最受歡迎電視男角色 | 吳啟華（喬文傑）           | 提名 |
| 最佳男配角         | 黎諾懿                     | 提名 |
| 飛躍進步男藝員     | 馬貫東                     | 提名 |
| 最受歡迎劇集歌曲   | 命運的意外（主唱：胡鴻鈞） | 提名 |
| 萬千光輝演藝人大獎 | 周 驄                      | 獲獎 |

## 軼事
- 此劇「喬文傑」一角原定由林保怡飾演，後改由吳啟華頂上。
- 此劇是吳啟華在無綫電視的告別作。
- 此劇的世界中很多「意外」實際上是人為，概念與2009年香港電影《意外》相似。本劇角色張達倫領導的神秘組織影射電影中古天樂領導的暗殺組織；電影中任賢齊的職業與本劇女主角蔡思貝的相似 — 前者為保險經紀，後者為保險意外調查員，兩者亦有查案頭腦及經歷。然而此劇有關兩者的內容篇幅和角色主次鋪排上，均和電影大為不同，亦在媒介差異下涵蓋更多人物和單元故事。
- 此劇最初至中段講述「喬文傑」與李思樺於元朝時為一對，故事藍本以陸劇「無心法師」為主。元朝的李思樺名叫「月牙公主」而2015年的無心法師主角也叫「李月牙」
- 此劇男女主角吳啟華及蔡思貝的年齡相差27歲[3][4]。
- 此劇是吳啟華、馬蹄露、滕麗名及周驄繼《美味情緣》後再度合作。
- 此劇是李施嬅首度飾演三個角色[5][6]，亦是她繼《紫禁驚雷》、《寒山潛龍》後第三度飾演兩個或以上的角色。
- 此劇是黎諾懿繼《法證先鋒》、《法證先鋒II》、《囧探查過界》、《法證先鋒III》及《當旺爸爸》後第六度飾演反派。
- 此劇是繼同年首播劇集《殭》後，另一套涉及不死人題材的劇集，而陳山聰、賴慰玲亦有參演該劇。
- 此劇最後一幕影射「2015年慈雲山車房大爆炸」事件。
- 此劇不時播出《綠袖子》作為背景音樂。

## 記事
- 2015年6月24日：此劇於12:30在將軍澳電視廣播城一廠外灰位舉行造型記者會。[7]
- 2015年7月20日：此劇於14:30在將軍澳電視廣播城十三廠舉行開鏡拜神儀式。
- 2015年9月6日：本劇演員吳啟華、蔡思貝與譚凱琪現身大角咀街頭外景拍攝。[8]
- 2016年5月29日：此劇於15:30在油塘高超道38號大本型地下中庭舉行「純粹動腦 意外驚喜」宣傳活動。[9][10][11][12]
- 2016年5月30日及6月6日：於《一綫娛樂》宣傳，出席演員：吳啟華、蔡思貝、李施嬅、黎諾懿及曹永廉等 。
- 2016年6月10日：此劇於15:00在觀塘開源道54號豐利中心302室僕匿匿Hide N" Seek咖啡室舉行「驚喜的滋味」宣傳活動。
- 2016年6月21日：此劇於13:00在荃灣大壩街4-30號荃灣廣場L1中庭舉行「猜．情．尋」宣傳活動。
- 2016年6月26日：此劇於15:30在葵芳興芳路223號新都會廣場L3天晶館舉行「真相．真意外」宣傳活動。
- 2016年7月2日：此劇於星期六20:30-21:30播映結局篇（第26集）。
- 2016年7月3日：此劇於星期日20:30-22:30播映大結局（香港首播版第27集，原裝版第27-28集）。

## 外部連結
- 純熟意外 - myTV SUPER （页面存档备份，存于）

## 電視節目的變遷

### 首播
| 香港 無綫電視翡翠台 星期一至五 20:30 - 21:30 · 7月2日（星期六）20:30-21:30 · 7月3日（星期日）20:30-22:30（連續播映兩集） | 香港 無綫電視翡翠台 星期一至五 20:30 - 21:30 · 7月2日（星期六）20:30-21:30 · 7月3日（星期日）20:30-22:30（連續播映兩集） | 香港 無綫電視翡翠台 星期一至五 20:30 - 21:30 · 7月2日（星期六）20:30-21:30 · 7月3日（星期日）20:30-22:30（連續播映兩集） |
| --- | --- | --- |
| | 純熟意外 （2016-05-30 - 2016-07-03）                                                                                     | |
| 火線下的江湖大佬 （2016-04-25 - 2016-05-27）                                                                             | 完美叛侶 （2016-07-04 - 2016-07-29）                                                                                     | |

### 重播
| 香港 無綫電視翡翠台 星期一至五 11:45－12:40 | 香港 無綫電視翡翠台 星期一至五 11:45－12:40 | 香港 無綫電視翡翠台 星期一至五 11:45－12:40 |
| ------------------------------------------- | ------------------------------------------- | ------------------------------------------- |
|                                             | 純熟意外 （2020年7月21日－2020年8月27日）   |                                             |
| 單戀雙城 （2020年6月17日－2020年7月20日）   | 情越雙白線 （2020年8月28日－2020年9月24日） |                                             |

| 香港 無綫電視翡翠台 下午劇集時段 · 星期一至五14:45-15:45 | 香港 無綫電視翡翠台 下午劇集時段 · 星期一至五14:45-15:45             | 香港 無綫電視翡翠台 下午劇集時段 · 星期一至五14:45-15:45 |
| -------------------------------------------------------- | -------------------------------------------------------------------- | -------------------------------------------------------- |
|                                                          | 純熟意外 （2024.11.06 - 2024.12.16）                                 |                                                          |
| 警犬巴打 （2024.10.08 - 2024.11.05）                     | 大藥坊 （2024.12.17 - 2025.01.27） （2025.01.06起改去14:50 - 15:50） |                                                          |

### 海外播放
| 马来西亚 Astro On Demand、Astro On Demand HD 星期一至五 20:30 - 21:30 | 马来西亚 Astro On Demand、Astro On Demand HD 星期一至五 20:30 - 21:30 | 马来西亚 Astro On Demand、Astro On Demand HD 星期一至五 20:30 - 21:30 |
| --------------------------------------------------------------------- | --------------------------------------------------------------------- | --------------------------------------------------------------------- |
|                                                                       | 純熟意外 （2016-05-30 - 2016-07-03）                                  |                                                                       |
| 火線下的江湖大佬 （2016-04-25 - 2016-05-27）                          | 完美叛侶 （2016-07-04 - 2016-07-29）                                  |                                                                       |

| 新加坡 TVB首选 星期一至五 20:30 - 21:30      | 新加坡 TVB首选 星期一至五 20:30 - 21:30 | 新加坡 TVB首选 星期一至五 20:30 - 21:30 |
| -------------------------------------------- | --------------------------------------- | --------------------------------------- |
|                                              | 純熟意外 （2016-05-30 - 2016-07-03）    |                                         |
| 火線下的江湖大佬 （2016-04-25 - 2016-05-27） | 完美叛侶 （2016-07-04 - 2016-07-29）    |                                         |

| 澳洲 TVBJ 星期一至五 19:15－20:15            | 澳洲 TVBJ 星期一至五 19:15－20:15    | 澳洲 TVBJ 星期一至五 19:15－20:15 |
| -------------------------------------------- | ------------------------------------ | --------------------------------- |
|                                              | 純熟意外 （2016-05-31 - 2016-07-04） |                                   |
| 火線下的江湖大佬 （2016-04-26 - 2016-05-30） | 完美叛侶 （2016-07-05 - 2016-08-01） |                                   |

| 星和娱家戏剧台 劇集首映 星期一至五 20:00－21:00 時段 | 星和娱家戏剧台 劇集首映 星期一至五 20:00－21:00 時段 | 星和娱家戏剧台 劇集首映 星期一至五 20:00－21:00 時段 |
| ---------------------------------------------------- | ---------------------------------------------------- | ---------------------------------------------------- |
|                                                      | 純熟意外 （2016-09-05 - 2016-10-12）                 |                                                      |
| 火線下的江湖大佬 （2016-08-01 - 2016-09-02）         | 完美叛侶 （2016-10-13 - 2016-11-09）                 |                                                      |

| 马来西亚 Astro華麗台、Astro華麗台HD 星期一至五 21:30 - 22:30 | 马来西亚 Astro華麗台、Astro華麗台HD 星期一至五 21:30 - 22:30 | 马来西亚 Astro華麗台、Astro華麗台HD 星期一至五 21:30 - 22:30 |
| ------------------------------------------------------------ | ------------------------------------------------------------ | ------------------------------------------------------------ |
|                                                              | 純熟意外 （2017-08-02 - 2017-09-08）                         |                                                              |
| 導火新聞線 （2017-06-29 - 2017-08-01）                       | 一屋老友記 （2017-09-11 - 2017-10-23）                       |                                                              |